# Karim Amellal
Karim Amellal, né le 10 novembre 1978 à Paris, est un écrivain, enseignant, entrepreneur et haut fonctionnaire français. Il est nommé ambassadeur, délégué interministériel à la Méditerranée par Emmanuel Macron le 29 juillet 2020 et quitte ses fonctions en juin 2025 après 5 ans de service. Il a aussi été membre de la Commission présidée par Benjamin Stora sur les mémoires franco-algériennes, et président de la commission Talents du service public, Il enseigne à Sciences Po depuis 2005.

## Biographie
Karim Amellal est le fils d’un haut fonctionnaire algérien[Qui ?]qui a quitté le pays aux débuts de la « décennie noire » et d'une mère française. Il a vécu plusieurs années à Alger [Combien ?][Combien ?] dans les années 1980 puis a vécu dans l'Indre en rentrant d'Algérie, avant de s'installer dans une cité de la banlieue parisienne au début des années 90.[Quand ?], La Fauconnière, à Gonesse dans le Val-d'Oise, où il a fait ses études secondaires.

### Carrière d'écrivain
Karim Amellal publie son premier livre en 2005, un essai intitulé Discriminez-moi ! Enquête sur nos inégalités, publié chez Flammarion. Cet essai, qui sort durant les émeutes urbaines de l'automne 2005, suscite un fort écho médiatique.[réf. souhaitée]
En 2006, Karim Amellal publie son premier roman, Cité à comparaître, publié par Jean-Marc Roberts chez Stock.
En 2007, il est l'un des auteurs de Chroniques d'une société annoncée, publié chez Stock.
En 2016, il publie son troisième roman, un roman d'anticipation intitulé Bleu Blanc Noir qui décrit la banalisation des idées d'extrême-droite dans la société française et imagine l'arrivée de Marine Le Pen au pouvoir,.
En 2018, il publie un essai sur le numérique intitulé La Révolution de la servitude. Pourquoi l'ubérisation est l'ennemie du progrès social où il dénonce le comportement prédateur de certaines plateformes numériques et prône leur régulation.
En mai 2019, il publie Dernières Heures avant l'aurore, un roman qui met en scène deux personnages qui, après une vingtaine d'années passées en France, rentrent en Algérie et se heurtent à un pays qu'ils ne reconnaissent plus. Écrit avant la révolution du 22 février qui a conduit à la chute de Bouteflika, ce roman crépusculaire décrit une Algérie tiraillée entre ses vieux démons et l'espoir d'un avenir radieux, dont l'auteur pressent l'imminence.

### Acteur engagé
En 2007-2008, il est l'un des membres fondateurs du collectif Qui fait la France, qui réunit de jeunes auteurs et artistes engagés autour du thème de la lutte contre les discriminations et du combat pour l'égalité. Ensemble, ils publient un recueil de nouvelles intitulé Chronique d'une société annoncée, qui paraît chez Stock.
Karim Amellal publie régulièrement des tribunes, articles et contributions dans différents journaux sur ses sujets d'analyse, de réflexion et d'enseignements : les inégalités et les quartiers populaires, la question politique et la société civile en Algérie et en Afrique du Nord, la littérature algérienne francophone et la littérature française post-coloniale, l'accès des minorités à la culture et à l'éducation, le rôle du numérique dans les universités.
Il a également participé en tant que « personnalité qualifiée » de la société civile à l'initiative dite du « sommet des deux rives » visant à renouveler les modalités du dialogue euro-méditerranéen en 2019.

### Entrepreneur du numérique
En 2010, il co-fonde le SAM Network qui est une plateforme contributive universitaire visant à rendre le savoir plus accessible au plus grand nombre grâce à la vidéo et aux ressources numériques. Cette plateforme d'archives vivantes édite et enrichit des contenus vidéos produits par des institutions universitaires afin de les rendre plus compréhensibles, plus exploitables, notamment par les étudiants.
En 2013, il co-fonde le média numérique Chouf-Chouf.com,, le premier média vidéo participatif d'informations sur l'Algérie, la diaspora algérienne et l'Afrique du nord, dont la ligne éditoriale se veut résolument progressiste, démocrate et laïque,. Cette plateforme vise dans l'esprit de ses fondateurs surtout à bâtir des liens entre l'Algérie et la diaspora, en particulier les jeunes, en valorisant les aspects culturels, économiques, sportifs, historiques de l'Algérie. Karim Amellal cesse complètement de s'occuper de ce média en 2016.

### Mission contre la haine sur internet
En mars 2018, le président de la République Emmanuel Macron lui confie, ainsi qu'à Gil Taïeb, vice-président du CRIF, et Laetitia Avia, députée de Paris (LREM) une mission pour lutter plus efficacement contre la haine, le racisme et l'antisémitisme sur internet. Ils remettent leur rapport au Premier ministre Édouard Philippe le 20 septembre 2018, lequel contient 20 propositions opérationnelles pour endiguer la haine sur internet et davantage réguler les plateformes dans ce domaine.
Parmi les principales mesures figurent la fixation d'un délai de 24 heures pour retirer les contenus haineux, la mise en place d'un mode de signalement uniforme des contenus haineux sur les plus grandes plateformes, des obligations de transparence renforcées, un meilleur accompagnement des victimes, un dispositif de mesure des discours de haine et une intensification des campagnes de prévention et de sensibilisation ciblant les jeunes, une procédure permettant de bloquer les sites manifestement haineux ou encore une instance de dialogue impliquant toutes les parties prenantes.
En février 2019, Emmanuel Macron annonce que le rapport et les propositions co-rédigés par Karim Amellal, Laetitia Avia et Gil Taïeb donneront lieu à une loi pour lutter contre la haine sur internet, loi qui sera largement censurée par le Conseil constitutionnel qui estime que le texte est en grande partie contraire à la Constitution, jugeant qu'il porte à la liberté d'expression une atteinte inadaptée au but poursuivi. La proposition de loi portée par Laetitia Avia rebondit cependant en 2021 lors de la présentation du projet de loi confortant le respect des principes républicains, qui reprend une partie des recommandations du rapport sans aller toutefois aussi loin.

### Initiative citoyenne de lutte contre l'extrémisme violent et pour l'encouragement de l'esprit critique.
De 2017 à 2020, Karim Amellal développe l'organisation citoyenne[Quoi ?] Civic Fab qui diffuse en ligne des campagnes de sensibilisation aux dangers de la manipulation et des discours violents et déploie sur le terrain, partout en France, des ateliers créatifs d'encouragement à l'esprit critique centrés sur des jeunes en situation de vulnérabilité (sociale, familiale, scolaire...).
En 2019, Civic Fab est primée par Facebook dans le cadre du premier fonds pour le civisme en ligne créé par la plateforme afin de mettre en place sur plusieurs territoires sensibles des ateliers Sens critique.
Civic Fab travaille également sur le dialogue interreligieux à travers des campagnes en ligne et des actions de terrain, sur la lutte contre l'extrémisme et la promotion de la citoyenneté.

### Parcours politique

#### Engagements politiques
En 2020, Amellal s'engage dans les élections municipales comme tête de liste LREM dans le 10e arrondissement de Paris. Il recueille 14,54 % des voix au premier tour et finit en troisième position, puis 10,52 % des voix au second tour, de nouveau en troisième position et sans obtenir d'élu.
En janvier 2022, il crée le mouvement Pluriel, un mouvement citoyen tourné vers la société civile qui se propose de nourrir le débat public à travers des propositions sur les sujets d'égalité des chances, de diversité, de mobilité sociale et d'inclusion. 

##### Engagement contre l'extrême droite
Karim Amellal est engagé depuis la parution de ses premiers livres contre l'extrême droite, dont il a fait un roman Bleu Blanc Noir, paru en 2016, dans lequel il analyse les ressorts de la banalisation des idées d''extrême droite et imagine ce qui arriverait si le Rassemblement national remportait l'élection présidentielle. 
En juin 2024, à la veille des élections législatives, il est l'un des premiers hauts fonctionnaires à prendre publiquement position contre l'extrême droite en dénonçant les propositions hostiles aux binationaux. Il indique que dans certaines circonstances, la mise en danger des valeurs et des principes de la République exige que l'on mette entre parenthèses le devoir de réserve.

### Service public
Karim Amellal a été nommé ambassadeur, délégué interministériel à la Méditerranée en juillet 2020 par Emmanuel Macron. Il prend ses fonctions en septembre 2020 au ministère de l'Europe et des Affaires étrangères à la tête de la Délégation interministérielle à la Méditerranée, créée en 2013 par François Hollande, puis placée sous l'autorité du ministre des Affaires étrangères en 2015 par Laurent Fabius.

#### Présidence de la commission Talents du service public
Il est nommé en mars 2021 président de la commission Talents du service public par Amélie de Montchalin, ministre de la Fonction publique, en charge de sélectionner les futurs « prépa Talents », conformément aux engagements pris par Emmanuel Macron à Nantes en février 2021 en faveur de l'égalité des chances dans la haute fonction publique. Cette commission a permis de créer 74 classes préparatoires "Talents" aux concours de la fonction publique sur tout le territoire national afin d'accueillir 1700 élèves et de les accompagner grâce à un dispositif de tutorat et des bourses. A la tête de cette commission, Karim Amellal a adressé une série de recommandations afin de garantir la qualité du processus d'accompagnement.

#### Membre de la Commission Mémoires et Vérité
Il fait partie de la commission « Mémoires et Vérité » présidée par l'historien Benjamin Stora, Cette commission a été créée par le président Emmanuel Macron à la suite du rapport que lui a remis Benjamin Stora en janvier 2021. Plusieurs personnalités engagées dans la relation entre la France et l'Algérie en sont membres. Amellal a également accompagné le groupe « Regards de la jeune génération sur les mémoires franco-algériennes » qui a remis en décembre 2021 au président Macron des recommandations fondées sur le rapport Stora. Il fait également partie, comme Benjamin Stora, de la délégation qui accompagne Emmanuel Macron en Algérie en décembre 2017 puis, dans le cadre de ses fonctions d'ambassadeur, en août 2022.

#### Ambassadeur et Délégué interministériel à la Méditerranée
En sa qualité d'ambassadeur, délégué interministériel à la Méditerranée, il est le principal artisan du Forum des mondes méditerranéens qui s'est déroulé à Marseille les 7 et 8 février 2022 à l'initiative du président de la République Emmanuel Macron et dans le prolongement du Sommet des deux rives de 2019. Dans un contexte marqué par la pandémie de Covid 19, le Forum des mondes méditerranéens a rassemblé durant deux jours des acteurs des sociétés civiles de tout le bassin méditerranéens autour de l'économie, de la culture, de l'environnement et de la formation. En ouverture de cet événement, Emmanuel Macron a affirmé le rôle positif et la richesse des diasporas, ainsi que l'ambition méditerranéenne de la France de soutenir un agenda positif tourné vers la jeunesse. Il a notamment annoncé à cette occasion la création d'un fonds de soutien doté de 100 millions d'euros à des projets entrepreneuriaux en France en direction des pays du Maghreb.
Ce mécanisme de soutien à l'entrepreneuriat et à la création, appelé "Fonds Maghreb" , est une idée initialement proposée par Karim Amellal à Emmanuel Macron en 2022. Opéré par la BPI et activement suivi par Amellal tout au long de son élaboration, le fonds Maghreb vise à soutenir des entreprises en France afin qu'elles investissent et se développent au Maghreb. C'est un mécanisme emblématique de la politique de la France en direction des diasporas et des sociétés civiles en Afrique du nord. Le fonds Maghreb a été activé le 12 juin 2024.
Il quitte ses fonctions en juin 2025, après 5 ans de service.

## Polémique
Fin juillet 2023, la chaîne France 24 est violemment critiquée par l'Agence de presse algérienne (APS), dans le contexte des incendies qui ont touché 17 régions de l'Algérie. Elle l'accuse de cacher une part de vérité sur les secours apportés et les moyens adoptés, en se focalisant uniquement sur une seule région, qui est la Kabylie, l'agence continue ses critiques en qualifiant la chaîne de « grossière, vulgaire, honteuse, sans aucun respect pour la mémoire des victimes ». Elle l'accuse également d'avoir « ciblé l’Algérie, comme si les incendies n’ont affecté que l’Algérie », l'article s'adresse à la chaîne  en écrivant « messieurs de la chaîne poubelle » et dénonce le fait qu'elle recevrait ses « orientations sur l’Algérie d’un des proches de l’Élysée, connu pour ses connections (sic) avérées avec l’organisation terroriste MAK ».
Selon le média d'investigation Algérie Part, les conseillers du président algérien accusent Karim Amellal de favoriser les intérêts du Maroc et d'Israël en raison de ses supposés liens avec les autorités marocaines et des organismes proches d'Israël en France. Bien qu'il n'y ait aucun lien de parenté avéré avec Karim Amellal, il est régulièrement fait un rapprochement avec Meriem Amellal, qui occupe un poste de cadre dirigeant chez France 24 et traite fréquemment des sujets liés à l'Algérie. Le régime le soupçonne d'être le « gourou de France 24 ». Karim Amellal était un soutien du Hirak, proche de plusieurs opposants algériens et il est un conseiller proche de Macron, ce qui lui vaut les critiques du régime algérien. Meriem Amellal, a démenti tout lien de parenté  avec Karim Amellal dans une réponse à l'APS en août 2023 sur son compte Twitter.
Le 29 juillet 2023, Karim Amellal répond aux accusations sur son compte Twitter en déclarant qu'il est la cible d'attaques de la presse algérienne et qu'il a l'habitude de subir des attaques d'extrémistes en France comme en Algérie, et que, cela ne changeait en rien sa détermination à poursuivre son travail qui consiste à resserrer les liens et à renforcer la coopération entre les deux rives de la Méditerranée.

## Œuvres
- Dernières heures avant l'aurore, L'Aube, 2019
- La Révolution de la servitude. Pourquoi l'ubérisation est l'ennemie du progrès social, Démopolis, 2018.
- Rapport au Premier ministre sur le renforcement de la lutte contre le racisme et l'antisémitisme sur internet, avec Laetitia Avia et Gil Taïeb, septembre 2018
- Bleu Blanc Noir, L'Aube, 2016 ; Poche, 2019
- Discriminez-moi ! Enquête sur nos inégalités, Flammarion, 2005
- Cités à comparaître, Stock, 2006
- Chroniques d'une société annoncée, Stock, 2008 (avec le Collectif Qui fait la France)
- Écrivains français d'origine maghrébine dans la décennie 2000 : une littérature du décentrement (2015)
- « L'héritage littéraire de la Marche pour l'Égalité » (revue Africultures, 2014)